# هسته (فیبر نوری)

ساختار یک فیبر نوری معمولی
۱. هسته با قطر ۸ میکرومتر
۲. پوشش با قطر ۱۲۵ میکرومتر.
۳. عایق با قطر ۲۵۰ میکرومتر.
۴. غلاف خارجی با قطر ۴۰۰ میکرومتر.

نور در حال انتشار داخل فیبر چند حالته

هسته (به انگلیسی: core) یک فیبر نوری معمولی یک استوانه توپر از جنس شیشه‌ای یا پلاستیکی است که در طول فیبر امتداد دارد. هسته با ماده‌ای با ضریب شکست کمتر از خود احاطه شده است که جنس آن نیز از شیشه یا پلاستیک است. نوری که در داخل هسته حرکت می‌کند، در مرز هسته و پوشش به دلیل بازتابش کلی منعکس می‌شود. این روند تا زمانی که زاویه بین پرتو نور و مرز، کمتر از زاویه بحرانی است ادامه پیدا می‌کند و به این ترتیب پرتوهای نوری که با زاویه مناسبی وارد فیبر می‌شوند در طول آن منتشر می‌شوند.
این زاویه مناسب با نام زاویه پذیرش شناخته می‌شود و پرتوهایی که در میان مرز هسته و پوشش محصور می‌شوند به پرتوهای هدایت شده مشهورند.
هسته معمولاً بر اساس قطر یا سطح مقطع آن طبقه‌بندی می‌شود. سطح مقطع هسته معمولاً دایروی است.
یک مشخصه دیگر که برای اندازه هسته وجود دارد، قطر میدان حالت است و آن عبارت است از قطری که شدت نور درون هسته به کسری از مقدار حداکثر تنزل کند. (معمولاً 1/e2 ≈ ۱۳٫۵٪). برای فیبرهای تک حالته، قطر میدان حالت از قطر فیزیکی هسته بیشتر است چراکه نور به آرامی درون پوشش هسته نفوذ می‌کند.
سه مورد از رایج‌ترین اندازه قطر هسته:
- ۹ میکرومتر (فیبر تک حالته)
- ۵۰ میکرومتر (فیبر چند حالته)
- ۶۲٫۵ میکرومتر (فیبر چند حالته)[۱]